# 韋斯特維爾 (密西西比州門羅縣)
韋斯特維爾（英語：Westville）是位於美國密西西比州門羅縣的非建制地區。

## 地理
韋斯特維爾所處的海拔為高於海平面116米（即381英呎），而該地所採用的時區為UTC-6，即北美中部時區（CST）。同時該地設有夏令時間，為UTC-6調快一小時，即UTC-5（CDT）。